# Guerpont
Guerpont is een gemeente in het Franse departement Meuse (regio Grand Est) en telt 300 inwoners (1999).
De gemeente maakt sinds maart 2015 deel uit van het kanton Ancerville toen het werd overgeheveld van het kanton Ligny-en-Barrois. De plaats valt, net als de genoemde kantons, onder het arrondissement Bar-le-Duc. De gemeente maakt deel uit van de Communauté d'Agglomération Bar-le-Duc Sud Meuse, een samenwerkingsverband tussen 33 gemeenten.

## Geografie
De oppervlakte van Guerpont bedraagt 6,1 km², de bevolkingsdichtheid is 49,2 inwoners per km².
De onderstaande kaart toont de ligging van Guerpont met de belangrijkste infrastructuur en aangrenzende gemeenten.

## Demografie
Onderstaande figuur toont het verloop van het inwonertal (bron: INSEE-tellingen).